# Shutokō Battle
Shutokō Battle (首都高バトル?) también conocido como Tokyo Xtreme Racer en Norteamérica y en Europa como Tokyo Highway Challenge es una serie de videojuegos carreras creada por Genki e inspirada en carreras callejeras en la Autopista Shuto en Tokio. Su primera entrega, Shutokō Battle '94: Drift King, lanzada en 1994 para la Super Famicom. En 2017, Genki lanzó la última entrega de la serie, Shutokō Battle Xtreme, para dispositivos iOS y Android.
Si bien la serie se localizó más comúnmente con el nombre Tokyo Xtreme Racer, cuando fue publicada por Crave Entertainment, otros editores han dado a ciertas entregas nombres completamente diferentes, como Tokyo Highway Battle cuando sea publicado por Jaleco y THQ International; Import Tuner Challenge de Ubisoft; e incluso Street Supremacy cuando fue lanzado por Konami.

## Historia
| 1994 | Shutokō Battle '94: Drift King |
| 1995 | Shutokō Battle 2: Drift King Highway 2000 |
| 1996 | Tōge Densetsu: Saisoku Battle Tokyo Highway Battle Wangan Dead Heat Plus Real Arrange Shutokō Battle Gaiden                                                 |
| 1997 | Shutokō Battle '97 Shutokō Battle R |
| 1998 | Kattobi Tune |
| 1999 | Tokyo Xtreme Racer |
| 2000 | Tokyo Xtreme Racer 2 |
| 2001 | Tokyo Xtreme Racer: Zero Shutokō Battle H" |
| 2002 | Shutokō Battle I Shutokō Battle EZ Shutokō Battle (mobile) Wangan Midnight                                                                                  |
| 2003 | Shutokō Battle Online Tokyo Xtreme Racer: Drift Tokyo Xtreme Racer 3 Shutokō Battle Online Special Pack                                                     |
| 2004 | Kaidō Battle 2: Chain Reaction |
| 2005 | Shutokō Battle Evolution Tokyo Xtreme Racer Advance Street Supremacy Racing Battle: C1 Grand Prix Tokyo Xtreme Racer: Drift 2 Shutokō Battle Evolution Plus |
| 2006 | Shutokō Battle Evolution Import Tuner Challenge |
| 2007 | Wangan Midnight Wangan Midnight Portable |
| 2008 | |
| 2009 | |
| 2010 | |
| 2011 | Shutokō Battle (móvil) |
| 2012 | |
| 2013 | |
| 2014 | |
| 2015 | |
| 2016 | |
| 2017 | Shutokō Battle Xtreme |
| 2018 | |
| 2019 | |
| 2020 | |
| 2021 | |
| 2022 | |
| 2023 | |
| 2024 | |
| 2025 | Tokyo Xtreme Racer |

### Franquicia
La serie se subtituló originalmente "Drift King", por el apodo característico de las carreras callejeras y el piloto de carreras profesional Keiichi Tsuchiya, que aparece en los primeros episodios de "Shuto Kousoku Trial" y respaldó el juego con el entonces director del equipo, Masaki Bandoh de Bandoh Racing Project.

### Spin-offs de Sega Saturn
Durante la década de 1990, Genki produjo una serie derivada de Highway Drift / Adult (omitido en la localización "Highway 2000") orientada a "Shutokou Battle" para Sega Saturn, "Wangan Dead Heat" y un circuito. Episodio único de la edición /tune para PlayStation, Kattobi Tune, que orientó la serie Shutokou Battle a través de una nueva dirección, lo que llevó a la versión Dreamcast y su reconocimiento y distribución mundial. "Kattobi Tune" se compiló bajo la supervisión de Rev Speed, una popular revista japonesa de tuning de automóviles y cuenta con siete sintonizadores profesionales autorizados, RE Amemiya, Spoon, Mine's, Trial , "RS Yamamoto", Garage Saurus y JUN Auto, apareciendo años después en Racing Battle: C1 Grand Prix y también en la influyente Gran Serie Turismo de Polyphony Digital.

### Kaidō Battle
Kaidō Battle (街道バトル) es una serie derivada de PlayStation 2 creada por Genki. Están centrados en las carreras de Touge y muy centrados en el drifting. La franquicia actualmente tiene tres juegos, dos de ellos lanzados en Norteamérica bajo el nombre de Tokyo Xtreme Racer por Crave Entertainment.
La serie, al igual que los juegos principales de Shutokou Battle, incluye autos con licencia y auténticos caminos de montaña japoneses como recorridos. En el Modo Conquista, el jugador compite durante el día en concursos de derrape, ganando más puntos por mantener un derrape por más tiempo o por una combinación rápida de derrapes, pero no gana puntos si el jugador choca contra la pared o una barandilla. Al hacer esto, el jugador gana dinero para comprar autos nuevos y modificaciones. Las carreras diurnas también incluyen carreras para patrocinadores, que incluyen una especie de desafío de carrera determinado por el patrocinador. Superar un desafío de patrocinador le otorga al jugador un patrocinador. Los patrocinadores le dan al jugador mejores partes y bonificaciones adicionales por ganar concursos de deriva.
Por la noche, el jugador puede desafiar a los rivales en el estacionamiento y competir con ellos de forma similar a Shutokō Battle/Tokyo Xtreme Racer: el primero en perder su barra de vida; sin embargo, el primer corredor en cruzar la línea de meta ganará la carrera. Durante la noche, el jugador se enfrentará a los "Tricksters", un tipo de mini-jefes en el curso. Después de que todos los Tricksters hayan sido derrotados, el jefe principal del curso (llamado "Slasher") desafiará al jugador a través de un sistema BBS en el juego. Después de vencer al Slasher, el jugador puede avanzar a la siguiente etapa. El jefe final en el último curso se llama "Rey Emocional".
La historia se desarrolla en Kaido Battle cuando Hiroki Koukami desafía y derrota a todos los Slashers, incluido Motoya Iwasaki, el Speed King de Shutokō Battle, hasta que desafía a Hamagaki, el presidente de Kaido y el primer rey emocional en su Pantera amarillo. GTS en Irohazaka. Al hacerlo, Koukami se convierte en el nuevo Rey Emocional, mientras que Hamagaki se convierte en un Tramposo.
En Kaido Battle 2: Chain Reaction, Tatsu Zoushigaya llega a la edad de solo 18 años. Al igual que Koukami, vence a todos los Slashers y eventualmente al mismo Koukami en su Lancer Evolution 3 en Aso, Hamagaki en su Genki S2000 Turbo, también como el rival secreto Ground Zero Kazioka en su Skyline GT-R. Pero desde que fue derrotado, Koukami se muda a Hokkaido y el circuito de Kaido se convierte en un caos.
Para solucionarlo, en Kaido: Tōge no Densetsu, Zoushigaya se convierte en la Cumbre de los Milagros y ahora conduce un Subaru Impreza Prototype Rally Car negro y Kyoichi Imaizumi, el Slasher de Zao, se convierte en el Emperador Absoluto y conduce un Renault Clio V6 Fase 2 blanco. Estos pilotos son ahora los más rápidos del circuito de Kaido. Mientras tanto, los 13 Demonios de Tokio liderados por Iwasaki llegan al Circuito de Kaido y tienen la intención de conquistarlo. Para proteger el circuito de los Demonios, crean otro equipo: The Kingdom Twelve. Al principio, se desconoce la identidad de su líder.
Esta vez, el héroe también es desconocido y puede vencer a todos, incluso a Imaizumi y Zoushigaya. Al vencerlos, puede derrotar a los miembros de Kingdom Twelve & the 13 Devils. Por correos electrónicos, se conoce la identidad del líder de Kingdom Twelve después de que vence a Timberslash: Hamagaki. Después de vencerlo a él e Iwasaki, el héroe lucha contra Koukami y lo vence. Y después de estos eventos, se revela la verdad: Hamagaki todavía estaba enojado porque perdió su título como Rey Emocional.
Por lo tanto, en Kaido Battle 2: Chain Reaction, desafió a todos los rivales y finalmente desafió a Koukami nuevamente en Aso. Pero Koukami volvió a ganar, enojando a Hamagaki más que nunca. Eventualmente, desde que Iwasaki se deprimió, Hamagaki lo engatusó para que corriera hacia el Circuito de Kaido, pero al hacerlo, lo manipuló y miente a todos diciendo que su equipo protege el Circuito de los Demonios, mientras que los Demonios no sabían su verdadera identidad. objetivo: fundar el Rally Team y el Highway Team más rápidos.
Juegos de la serie
- Kaidō Battle (2003, lanzado en Norteamérica como Tokyo Xtreme Racer: Drift; 2006)
- Kaidō Battle 2: Chain Reaction (2004, lanzado en Europa como Kaido Racer; 2005)
- Kaidō Battle: Legend of the Mountain Pass (2005, lanzado en Norteamérica como Tokyo Xtreme Racer: Drift 2; 2007, lanzado en Europa como Kaido Racer 2; 2006)

### Drifting
El campeonato de drifting D1 Grand Prix inspiró la nueva serie Racing Battle: C1 Grand Prix, lanzada en 2005 y que recuerda el circuito de drift de 1997 basado en Shutokou Battle Gaiden y la continuación del circuito "Shutokō Battle + RPG" concepto introducido en Kattobi Tune, un género cercano a la serie Zero4 Champ de Media Rings.
El primer y único episodio tiene el lema "C1 Grand Prix", que es una doble referencia al D1 GP y la Ruta C1, siendo esta última la Ruta circular interior de Shuto. Expressway y el circuito de la mayoría de los episodios de la serie Shutokō Battle.